# Furioso-North Star
Vous lisez un « bon article » labellisé en 2016.
Le Furioso-North Star, Furioso ou demi-sang de Mezőhegyes (hongrois : Furioso-North Star) est une race de chevaux de selle et de traction légère hongroise, originaire du haras de Mezőhegyes à l'époque de l'empire d'Autriche. La race porte le nom de ses deux étalons fondateurs, deux Pur-sang bais nommés Furioso et North Star, qui ont donné les deux lignées subsistant de nos jours. Le Furioso-North Star est un cheval de modèle léger à mi-lourd, montrant une forte influence du Pur-sang. Jadis utilisé pour les travaux agricoles et sous la selle en Hongrie, il devient de plus en plus un cheval de sport, apte notamment à l'attelage de compétition.
La race est diffusée dans une bonne partie de l'Europe centrale, mais elle est rare et menacée d'extinction.

## Histoire
La race est connue sous trois noms, Furioso, Furioso-North Star, et « demi-sang de Mezőhegyes », en référence au haras de Mezőhegyes auquel elle est intimement liée, puisqu'elle y a été créée au XIXe siècle. Il s'agit donc d'une création de l'Empire austro-hongrois, même si de nos jours, le Furioso-North Star est le plus connu des demi-sangs hongrois. Le haras de Mezőhegyes a la particularité de gérer les croisements et la reproduction entre chevaux par couleur de robe. En 1841, le haras importe un étalon Pur-sang de robe baie nommé Furioso, qui donne naissance à 95 étalons de 1841 à 1851. Le stud-book de la race de Furioso est créé en 1850. En 1852, North Star, un autre étalon Pur-sang, est importé d'Angleterre. Portant également une robe baie, ses descendants sont croisés avec la lignée de Furioso, là aussi sur des juments hongroises, entre autres d'origine Nonius. North Star a des trotteurs du Norfolk parmi ses ascendants et donne une lignée de trotteurs réputés. Il s'agit d'un cheval compact aux membres courts, avec une superbe tête.
Les deux lignées distinctes portent les noms de leurs fondateurs, qui sont les deux étalons les plus influents sur la race. En 1885, elles sont fondues en une seule. En 1920, 5 étalons, 44 poulinières et 206 poulains de la race sont importés de Bontida vers Mezőhegyes. La race rencontre de nombreuses difficultés à cause des conséquences de la Seconde Guerre mondiale. de nombreux chevaux hongrois sont évacués vers les États-Unis, qui créent une association du cheval hongrois sans distinguer les races. En 1943, les lignées sont réorganisées, la lignée Furioso est divisée en deux lignées A et B, de même que la lignée North Star. La lignée B de North Star est depuis éteinte. En 1961, le cheptel est transféré au haras d'état de Nagykunság. Les animaux subsistants proviennent en partie de ce cheptel, et en partie des chevaux détenus par les agriculteurs hongrois des environs. Depuis 1950, ils n'ont été croisés qu'avec des étalons de race Hanovrien et Pur-sang.
En 1985, la race bénéficie d'un programme de conservation d'élevage financé par le gouvernement hongrois. En 2012, l'orientation de plus en plus sportive de ces chevaux motive la mise en place de nouveaux critères d'évaluation et de sélection, inspirés de ceux de l'Allemagne et des Pays-Bas.

## Description

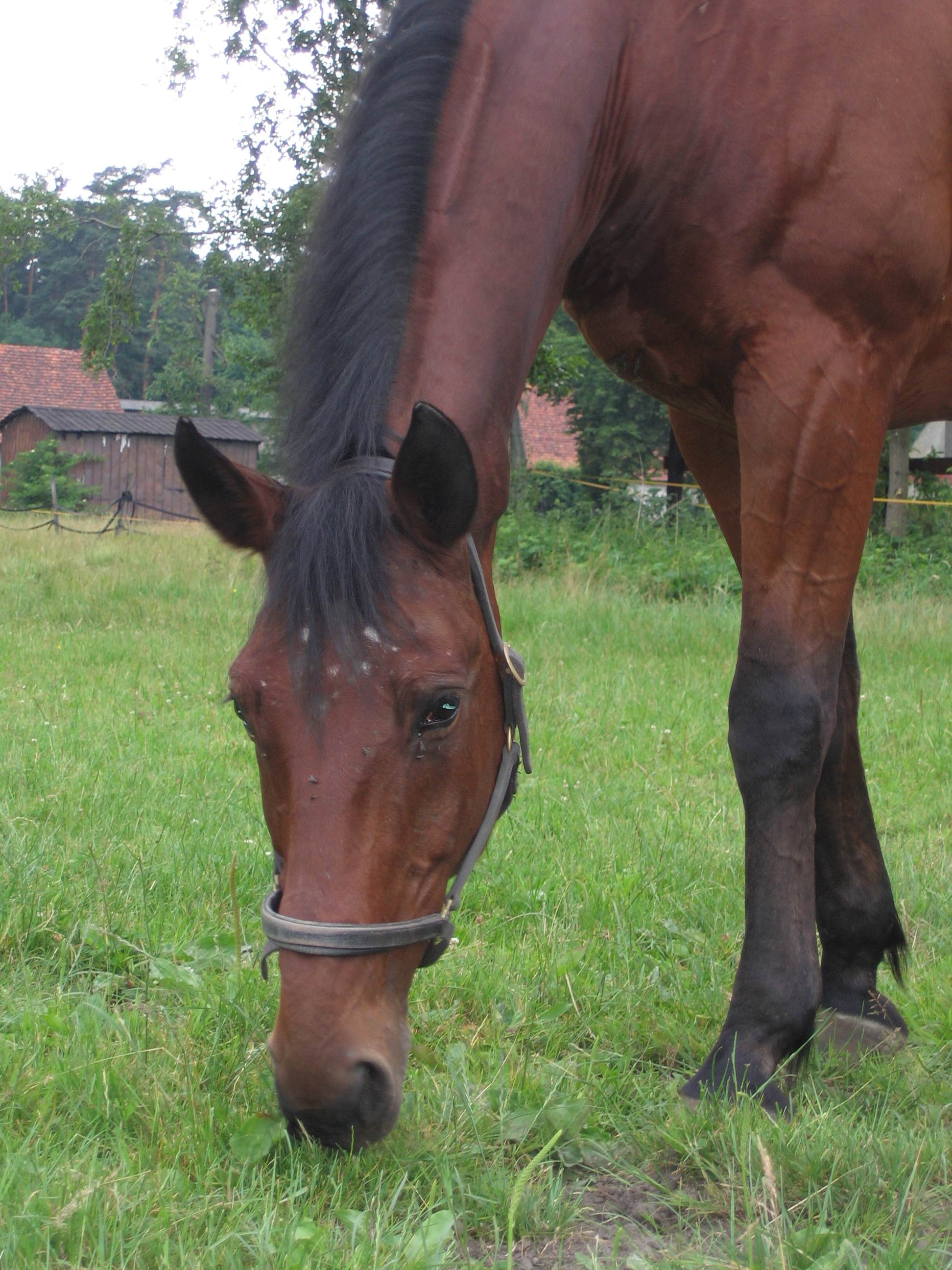
Détail de la tête et de l'encolure

C'est un cheval dit « à deux fins », dont le modèle varie de mi-lourd à selle. Il est doté de cadre, d'une solide constitution et d'une apparence noble, avec un corps volumineux et de bons mouvements. Sa taille varie entre 1,62 m et 1,72 m au garrot selon l'ouvrage de l'université d'Oklahoma (2007), de 1,60 m à 1,65 m selon l'ouvrage de Bongianni (1988), et de 1,61 m pour les femelles à 1,65 m pour les mâles en moyenne selon les mesures réalisées en 1993 et transmises à la FAO. Le poids moyen des femelles est de 480 kg et celui des mâles, de 520 kg. Les poulinières de la race ont fait l'objet de mesures précises dans le cadre d'une étude comparative, en 2009. La hauteur au garrot va de 1,50 m à 1,70 m, le tour de poitrine de 1,79 m à 2,04 m, et le tour de canon va de 20 à 22 cm.
Le port de tête est altier, la tête ressemble beaucoup à celle du Pur-sang de par sa finesse, si ce n'est que les oreilles sont plus longues. Fine et bien découpée, elle est proportionnelle au corps, avec un chanfrein rectiligne, des naseaux bien ouverts, de grands yeux et un bout du nez carré. Les oreilles sont bien dessinées et de taille moyenne, le regard est curieux et assuré. Le Furioso-North Star possède une encolure droite ou légèrement arquée, bien musclée, moyenne à longue, bien attachée, élégante, avec une crinière flottante.  Les épaules sont obliques et bien dessinées, la poitrine profonde. Le garrot est prononcé, de longueur et de hauteur moyennes. Le dos est musclé, de longueur moyenne à long, et plutôt droit. Le thorax est très profond et de forme arrondie. La croupe est longue et musclée. Les membres sont longs et solides, dotés de canons courts et bien dessinés, et terminés par des pieds résistants, bien conformés et proportionnels à la masse du cheval. L'arrière-main est bien développée et la queue implantée haut.

### Robes et tempérament
La robe la plus commune est de loin le bai, le noir et l'alezan étant rares. Jusqu'en 2004, seules ces trois robes étaient autorisées par la standard hongrois de la race. Cependant, un reproducteur slovaque a introduit le gène gris, qui s'est depuis répandu. Le stud-book hongrois a fait le choix d'accepter le gris depuis 2004. La présence de marques blanches représente une exception. Son tempérament est plutôt calme et énergique, ce cheval est réputé pour son équilibre et son intelligence. Ses allures présentent du rythme et de la souplesse.

### Génétique
Une étude génétique a démontré sa proximité avec le Pur-sang, race qui entre d'une manière importante dans la création du Furioso-North Star. Le cas est fréquent lors de créations de races de chevaux, de nombreuses autres races étant issues de croisements entre juments indigènes et étalons Pur-sang. Le Furioso est en effet très près du sang. Il est également plus proche génétiquement du cheval Gidran que du Nonius, une autre race hongroise créée au haras de Mezőhegyes. Bien que son taux de diversité génétique soit raisonnable, le Furioso-North Star est plus consanguin que le Gidran et le Nonius. Une analyse sur la parenté moyenne de la population de chevaux Furioso du haras de Beclean pe Somes a démontré quelques erreurs dans les accouplements, ce qui met la race en danger.

## Utilisations
Le Furioso-North Star était jadis essentiellement destiné à l'usage militaire et à la traction légère. Les sports équestres forment désormais la principale utilisation de la race. Le maintien de la race est permis par l'usage polyvalent de ces chevaux sous la selle comme aux travaux agricoles attelés. Le Furioso-North Star est, d'après l'étude de l'université de l'Oklahoma, l'un des chevaux dits « Warmblood » les plus polyvalents au monde. Les croisements avec le Pur-sang donnent de bons chevaux de sport. Il est considéré comme multitâches, convient pour le saut d'obstacles, le dressage et l'attelage. Quatre chevaux de la race ont d'ailleurs remporté un marathon d'attelage à Aix-la-Chapelle.
Le Furioso-North Star a influencé la création de la race Sárvárer.

## Diffusion de l'élevage
Le Furioso-North Star est considéré par l'étude de l'université d'Uppsala (2010) comme une race à diffusion européenne en danger d'extinction. Malgré cette diffusion et son statut de « trésor national » en Hongrie, la race est très confidentielle, notamment par rapport au Nonius qui bénéficie de davantage d'attention. L'ouvrage Equine Science (4e édition de 2012) le classe parmi les races de chevaux de selle peu connues au niveau international.
D'après l'évaluation de la FAO réalisée en 2007, ce cheval est classé « en danger » (statut D). Le Furioso est considéré comme rare, la race est essentiellement élevée en préservation dans son pays d'origine, la Hongrie. Il est élevé également en Roumanie, Slovaquie, Autriche, Pologne, Slovénie et Allemagne.
| Année      | 1983   | 1986  | 1994  | 2000 | 2005 | 2010 | 2012 |
| ---------- | ------ | ----- | ----- | ---- | ---- | ---- | ---- |
| Population | > 1050 | > 850 | > 410 | 662  | 619  | 684  | 655  |

#### Articles de recherche
- [Mihók et al 2005] (en) S. Mihók, B. Bán, Cs. Józsa et I. Bodó, « Estimation of genetic distance between traditional horse breeds in Hungary », dans Conservation genetics of endangered horse breeds, Wageningen Academic Pub, 2005, 187 p. (ISBN 9076998795 et 978-90-76998-79-4, ISSN 0071-2477, DOI https://dx.doi.org/10.3920/978-90-8686-546-8, lire en ligne), chap. 116 de EAAP publication, p. 111-121
- [Spanu 1941] (en) P. Spanu, Investigations on the acclimatisation of the Furioso-North Star horse in Bontida, Cluj district, Transylvania, Bucarest, 1941, 195 p.